# Миљевићи (Градишка)
Миљевићи су насељено мјесто на подручју града Градишка, Република Српска, БиХ. Према попису становништва из 2013. године, у насељу је живјело 190 становника.

## Становништво
Према попису становништва из 1991. године, мјесто је имало 237 становника.
| Демографија | Демографија | Демографија |
| Година      | Становника  | Становника  |
| ----------- | ----------- | ----------- |
| 1961.       | 386         |             |
| 1971.       | 332         |             |
| 1981.       | 304         |             |
| 1991.       | 235         |             |
| 2013.       | 190         |             |